# Grab von Ardschan
Das Grab von Ardschan, Grab von Arjān oder Grab von Ardjan wurde 1982 zufällig bei Straßenbauarbeiten gefunden und erhielt seinen Namen durch die naheliegenden Ruinen der antiken Stadt von Ar(r)jān (Arğān, Ardschān, im Englischen Arjan) nördlich von Behbahān in der Provinz Chuzestan (im Südwesten Irans). Das Grab datiert in die neuelamische Periode um 600 v. Chr., wobei eine präzise chronologische Einordnung schwierig ist. Nach der Auffindung wurden die beiden Archäologen F. Towhidi und A. M. Khalilan zur Hilfe gerufen, die die Funde bargen und aufzeichneten. Alle Objekte, bis auf das Skelett, wurden in das Iranische Nationalmuseum von Teheran gebracht.
Das Grab war bei seiner Auffindung unberaubt und enthielt eine Reihe von außergewöhnlichen Objekten, die vermuten lassen, das hier eine Person hohen Ranges bestattet wurde. Das eigentliche Grab bestand aus einer Kammer, die sich 1,1 m unter der modernen Oberfläche fand. Die Kammer war aus Steinen aufgemauert. Die Innenwände waren stuckiert. Das Dach bestand aus mehreren großen Steinplatten. Es fanden sich keine Anzeichen von irgendwelche oberirdischen Strukturen. In der Kammer stand ein großer Bronzesarg, der an eine Badewanne erinnert (im englischen werden solche Särge deshalb als bathtub coffins bezeichnet).
Grabbeigaben fanden sich außerhalb des Sarges und im Sarg. Anhand der Knochen handelt es sich bei dem hier bestatteten um einen etwa 40 bis 50 Jahre alten Mann, der zu Lebzeiten etwa 1,68 cm groß war. An Grabbeigaben fanden sich zahlreiche mit Mustern dekorierte Textilien, die nach einer Analyse als aus Baumwolle bestehend identifiziert werden konnten. Es handelt sich um den frühsten Beleg von Baumwolle im Vorderen Orient. Verschiedene goldene Rosetten zierten mit Sicherheit einige dieser Gewänder. Ein herausragendes Objekt ist ein goldener Ring unsicherer Funktion. Er besteht aus zwei runden Scheiben, die mit Fabeltieren im flachen Relief dekoriert sind. Er fand sich auf der Brust des Toten. Vergleichbare Ringe sind auch von anderen Fundorten bekannt, sind jedoch niemals so aufwändig gestaltet. An weiteren Funden gab es einen Dolch, eine große, reich mit Figuren dekorierte Bronzeschale, einen Bronzekandelaber, eine Bronzevase, eine Silbervase, eine Bronzelampe, diverse Bronzevasen, eine Steinvase und eine Keilschrifttafel, außerhalb des Grabes.
Vier Objekte (die Bronzeschale, der Kandelaber, der Ring und die Silbervase) im Grab tragen die Inschrift: Kidin-Hutran, Sohn des Kurluš. Diese Person ist auch aus anderen Quellen bekannt.